# Unión de Rugby de Tierra del Fuego
La Unión de Rugby de Tierra del Fuego (URTF) es una asociación regional de clubes de rugby de Argentina con jurisdicción en la Provincia de Tierra del Fuego, Antártida e Islas del Atlántico Sur, ubicada en el sur extremo sur del continente americano. Fue creada el 22 de abril de 2000 y está afiliada a la Unión Argentina de Rugby. Organiza torneos masculinos y femeninos, para mayores y menores.

## Clubes
La Unión de Rugby de Tierra del Fuego (URTF), es una federación deportiva con sede en la ciudad de Ushuaia que agrupa a clubes de la Provincia de Tierra del Fuego, Antártida e Islas del Atlántico Sur.
1. Tolhuin Rugby Club (Tolhuin)

## Torneos
La URTF organiza los campeonatos internos de la federación, masculinos y femeninos. Los equipos masculinos de la UAR también participan en el Torneo Regional Patagónico femenino y masculino, junto a equipos de la Unión de Rugby del Valle de Chubut, Unión de Rugby Austral, Unión de Rugby del Alto Valle de Río Negro y Neuquén, Unión de Rugby Lagos del Sur y Unión Santacruceña de Rugby. Los regionales permiten clasificar a los torneos nacionales de clubes.
En Tierra del Fuego se realiza desde 1987 también el tradicional Seven del Fin del Mundo, organizado por el Ushuaia Rugby Club.